# Burrda
Burrda é uma marca de material esportivo criada na Suíça.

## Futebol
A Burrda Sport fornece material esportivo para os seguintes clubes e associções de futebol:

### Ligas
- V-League (Vietnam)

### Clubes
- Gimnasia
- Al-Gharafa
- Al-Kharitiyath SC
- Al-Duhail
- Al-Sailiya
- Al-Shamal

## Handebol
A Burrda Sport fornece material esportivo para os seguintes clubes e associções de handebol:

### Seleções
- Egito
- Estados Unidos
- Reino Unido
- República Dominicana

### Clubes
- Port Said

## Rugby
A Burrda Sport fornece material esportivo para os seguintes clubes e associções de rugby:

### Clubes
- Northampton Saints
- Broadstreet RFC
- Biarritz Olympique
- RC Toulonnais
- Scarlets

## Fórmula 1
A Burrda Sport fornece material esportivo para as seguintes equipes de Fórmula 1:
- Marussia F1

## Eventos Esportivos
A Burrda Sport patrocina os seguintes eventos esportivos:
- Jogos Pan-Arábicos